# Pléneuf-Val-André
Pléneuf-Val-André település Franciaországban, Côtes-d’Armor megyében. Lakosainak száma 4094 fő (2022. január 1.). Pléneuf-Val-André Erquy, Saint-Alban és Lamballe-Armor községekkel határos.

## Népesség
A település népességének változása:
| Lakosok száma | 3651 | 3591 | 3600 | 3965 | 4031 | 4009 | 4073 | 4083 | 4069 | 4094 |
|               | 1968 | 1982 | 1990 | 2006 | 2013 | 2015 | 2017 | 2019 | 2020 | 2022 |